# Železničná ulica (Košice)
De Železničná ulica is een straat in de oude binnenstad Staré Mesto van de Slowaakse stad Košice.

## Topografie
De Železničná ulica heeft een beperkte lengte van ongeveer 90 meter.
Het noordelijke uiterste begint bij de Strojárenská ulica en het zuidelijke uiterste eindigt in de Hviezdoslavova ulica.
Tezamen met deze twee straten vormt de "Železničná ulica" een keerlus voor de trams komende uit de richting van de Československej armády (westelijke richting) en die naar ginder terugkeren.

## Benaming
In het verleden had de straat andere namen: 
- "Dohánygyár köz" (hu)  (vertaald: Tabaksfabriek);
- "Pulszky Ferenc utca" (hu) , "Ulica Františka Pulszkého" (sk)  (vertaald: "Ferenc Pulszky-straat") naar Ferenc Pulszky (°1814 - † 1897) : een Hongaarse edelman, politicus en schrijver.

Uiteindelijk werd de straat genoemd naar het daar aanwezige directiegebouw van de Slowaakse Spoorwegen ŽSSK : Železničná ulica (vertaald: "Spoorwegstraat").

## Bezienswaardigheden
In de Železničná ulica zijn er slechts twee gebouwen: beide met aanzienlijke afmetingen en deel uitmakend van het beschermd cultureel erfgoed van Slowakije.
Huisnummer 1 is het monumentaal directiegebouw van de Slowaakse Spoorwegen. Dit gebouw werd opgetrokken in 1915 en heeft een bijna rechthoekige plattegrond en een binnentuin. De vier gevels zijn alle gesitueerd in de omliggende straten: Železničná, Strojárenská, Hviezdoslavova en Gorkého. De façades zijn nabij de hoeken (tussen de vensters van de eerste en de tweede verdieping) versierd met een spoorwegsymbool: het Vliegend wiel.
In de Železničná-straat ziet men boven de ingang van dit gebouw -ter hoogte van de dakgoot- de vermelding van het bouwjaar (1915) en ook een beeldhouwwerk dat een ode aan de arbeid voorstelt. 
Bovendien treft men nabij de ingang een gedenkplaat aan, die herinnert aan het presidentieel vertoef kort na de Tweede Wereldoorlog:
«V TEJTO BUDOVE
SIDLILO V ROKU 1945
PO OSLOBODENI MESTA
SOVIETSKOU  ARMADOU
PREDSEDNICTVO S N R
A ZBORU POVERENIKOV.»

Vertaling: «IN DIT GEBOUW
WAS IN 1945
NA DE BEVRIJDING VAN DE STAD
DOOR HET SOVJET LEGER
HET PRESIDENTIEEL KANTOOR
EN DE VERTROUWENSRAAD.»
Een tweede kenteken vermeldt de culturele waarde van het gebouw:
«KULTURNA PAMIATKA
BUDOVA POSTAVENA V SECESNOM
SLOHU V ROKOCH 1915-1926
PRE RIADITESTVO ZELEZNIC.»

Vertaling: «CULTUREEL MERKTEKEN.
DIT GEBOUW WERD OPGERICHT IN
DE KUNSTSTIJL DER JAREN 1915-1926
VOOR DE DIRECTIE DER SPOORWEGEN.»

## Externe koppeling
- Landkaart - Mapa